# Яков Хехт
Яков Хехт (на иврит: יעקב הכט) е израелски учител, педагог, световно признат пионер в областта на т.нар. демократично образование.
Хехт е лидер и визионер за демократично образование и промяна в обществото. През 1987 г. основава Демократичното училище в родния си град Хадера, Израел – първото училище в света, което нарича себе си демократично. След успеха на училището в Хадера Хехт основава мрежа от демократични училища в Израел. През 1993 година провежда първата международна конференция на демократичните училища. Тя прераства в ежегодна среща на учители, училища и организации, свързани с демократичното образование.
През 2010 година Хехт съосновава организацията „Образователни градове – изкуството на сътрудничеството“, фокусирана към преобразуване на образованието в централен инструмент за растеж на градовете, в които се прилага демократично.

## Публикации
- Democratic Education – The Beginning of a Story, 2005, Hebrew
- Democratic Education – A Beginning of a Story, 2011, English
- „Демократичното образование“, 2013 – на български език